# Chiesa dell'Addolorata a Palazzo Cassano Ayerbo D'Aragona

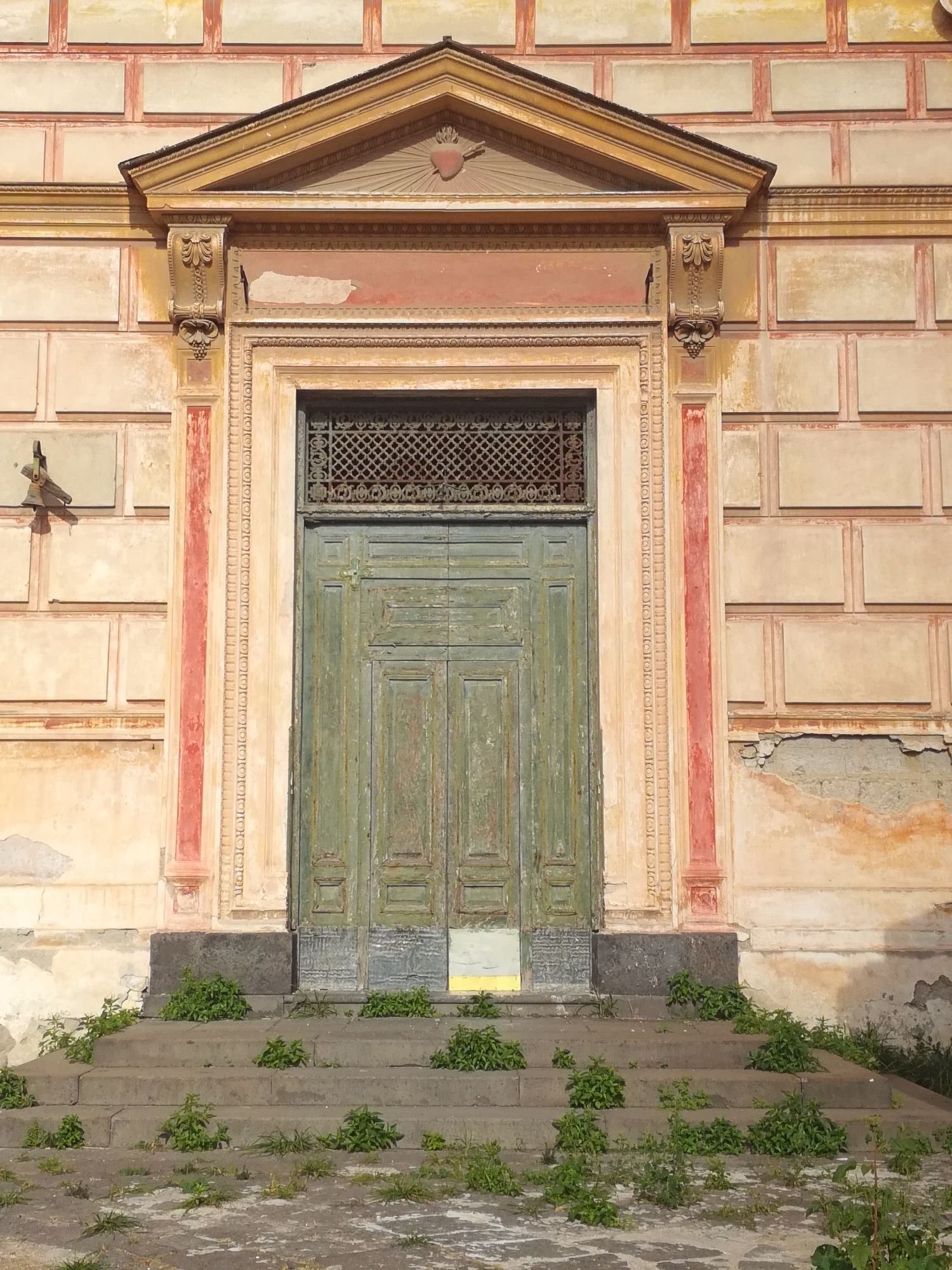
Portale

La chiesa dell'Addolorata a Palazzo Cassano Ayerbo D'Aragona è un luogo di culto cattolico di Napoli ubicato in salita San Raffaele, nella storica zona di Materdei.

## Storia e descrizione
Le origini della chiesa risalgono al 1906 circa, quando le suore dell'Addolorata acquistarono il vasto fabbricato comprensivo di giardino.
La religiose, di fianco al palazzo, ben presto fecero erigere anche la chiesa in stile eclettico. La struttura di culto presenta una facciata di stampo tardo neoclassico-neorinascimentale: essa è tripartita e, in particolare nella zona centrale, che risulta più sporgente nelle ali laterali, vi è un vasto finestrone che illumina la navata e le cappelle laterali.
La chiesa è priva di cupola.